# یاگودنگا (استان ماسوویان)
یاگودنگا (به لاتین: Jagodnia) یک روستا در لهستان است که در گمینا شدلتسه واقع شده‌است. یاگودنگا ۱۲۰ نفر جمعیت دارد.